# 善味增爵
善味增爵（法語：Vincent-François-Joseph Sage；1879年7月15日—1917年9月20日）是天主教法國籍主教及巴黎外方傳教會會士。曾任南滿宗座代牧區助理宗座代牧（1914年-1917年）。

## 生平
善味增爵出生於1879年7月15日，在法蘭西第二共和國盧瓦爾省的市鎮阿讓塔勒堡，1903年6月21日，善味增爵在23歲時晉鐸。1908年他28歲時加入巴黎外方傳教會，並被派遣前往中國滿州傳教。
1914年7月20日，善味增爵在35歲時獲時任教宗良十三世出任成為南滿宗座代牧區助理宗座代牧，領銜埃及庫斯教區主教。1915年3月7日，在瀋陽由南滿宗座代牧蘇裴理斯主教主禮，韓國漢城宗座代牧古斯塔夫·米泰尔主教和北滿宗座代牧藍祿葉襄禮晉牧。
1917年9月20日，善味增爵主教中華民國奉天省瀋陽去世，享年38歲。